# Южноосетинская война (1991—1992)
Южноосетинская война — активная фаза грузино-южноосетинского конфликта, вылившаяся в вооружённое противостояние (1991—1992), начавшаяся на волне самоопределения национальных окраин СССР и завершившаяся Дагомысскими соглашениями.

## Предыстория
В последние годы существования СССР обострились отношения между центральной грузинской властью и осетинским населением Южной Осетии. 10 ноября 1989 года Совет народных депутатов Юго-Осетинской автономной области принял решение о преобразовании Юго-Осетинской АО в автономную республику в составе Грузинской ССР, что вызвало негативную реакцию со стороны Президиума Верховного Совета Грузинской ССР, который признал это решение незаконным. При попытке проведения в Цхинвали митинга произошло вооружённое столкновение участников акции, местных властей, милиции и осетинского населения, приведшее к гибели людей[уточнить]. Отношения между республикой и её автономией накалялись всё сильнее, причиной которой было стремление Грузии обрести независимость и желание Юго-Осетинской АО остаться в составе Советского Союза. Обострение ситуации накаляли и националистические лозунги лидеров грузинского национального движения.
20 сентября 1990 года Совет народных депутатов ЮОАО провозгласил создание Юго-Осетинской Советской Демократической Республики. 10 декабря Верховный Совет Грузии принял решение об упразднении ЮОАО. На следующий день в Цхинвали произошло убийство трёх человек (двух грузин и бросившегося им на помощь милиционер-осетина), после чего грузинское руководство ввело в Цхинвали и Джавском районе чрезвычайное положение. В город была введена группа курсантов Тбилисской Высшей школы МВД, а комендантом района чрезвычайного положения стал её начальник генерал-майор Гиви Кванталиани. Ситуация в регионе приближалась в вооружённому столкновению.

## Ход войны

### 1991 год
4 января население Цхинвала, встревоженное слухами о прибытии из Тбилиси милицейских подразделений, разоружило находящихся в городе грузинских милиционеров. В тот же день был избит и отпущен босиком грузинский милиционер, что отмечено как в Цхинвальской, так и в Горийской районной больнице. Военный комендант Цхинвала поставил ультиматум о сдаче оружия до 24 часов 6 января, но уже в ночь с 5 на 6 января в город вошёл трехтысячный отряд МВД Грузии. Утром 6 января в Цхинвале и Джавском районе вспыхнули вооружённые столкновения с применением гранатомётов. На следующий день во Владикавказе при посредничестве МВД Северной Осетии было достигнуто решение о прекращении огня, но спустя два часа ситуация вновь обострилась и части грузинской милиции были вытеснены с территории Джавского района. Правозащитники «Мемориал» приводят рассказ одного пожилого жителя о городских боях в Цхинвале:
7 января — второй день оккупации, или комендантского часа «по-грузински». По всему городу, то здесь, то там, грохочут выстрелы целыми сериями. Когда одновременно палят несколько автоматов, то просто гул стоит, как горный обвал. В городе по-настоящему оккупирован только центр... За ночь к утру 7 января наши [осетины] построили баррикады из тяжёлых обездвиженных машин (пробиты баллоны, испорчен мотор).
Около часа дня началась стрельба. У высокого дома кто-то, видимо, из наших бросил взрыв-пакет между автобусами патруля грузинской милиции и убежал, а патруль стал стрелять по крыше этого высокого дома, прячась за деревья и за углы стен. Забавно было смотреть, как в нескольких метрах идёт война... Наивный я человек: настоящая война началась ещё через полчаса или час. Опять стрельба, шум и прямо перед глазами, буквально в нескольких метрах, паническое отступление: грузинская милиция стреляет вдоль улицы из автоматов и пистолетов и набивается в автобусы, которые тут же отъезжают к центру города. Перед последним автобусом, метрах пяти-шести от меня, вдруг возник милиционер (они все из разных городов Грузии, судя по табличкам на автобусах) и, угрожая шофёру автоматом, остановил его: «Дадек, шени деда...» («Стой, твою мать...»), мол ещё не все сели, и действительно, ещё человек пять-шесть подбежали, сели в туго набитый автобус и уехали. Стало тихо, совсем тихо. <...>

Оказалось, что на все патрули по большому периметру, по которому грузинская милиция расположилась вчера, одновременно были совершены нападения. Её отогнали к центру города, и все последующие дни, вплоть до отбытия 26 января, грузинская милиция контролировала всего лишь Театральную площадь и дома вокруг неё, а также улицы, ведущие из центра города к Старому и Новому мостам (между этими мостами метров четыреста). <...> Вокруг всего этого пространства в центре города грузинская милиция через два-три дня возвела баррикады из мешков с песком.
7 января президент СССР Михаил Горбачёв издал указ, осудивший и декларацию Южной Осетии о независимости, и действия Верховного совета Грузии, и потребовавший вывести из региона все вооружённые формирования, кроме частей МВД СССР. Это требование не было выполнено. Верховный Совет Грузии постановил, что указ является грубым вмешательством во внутренние дела республики. 22 и 23 января около 1500 грузинских солдат продолжали осаду Цхинвала.
25 января министр внутренних дел Грузии Дилар Хабулиани договорился с осетинской стороной о выводе подразделений МВД Грузии и прекращении огня при условии сдачи похищенного у грузинской милиции оружия, однако, после задержания 29 января военным комендантом Цхинвала Кванталиани Председателя Верховного Совета Южной Осетии Тореза Кулумбегова, ситуация в регионе вновь обострилась. Грузинская милиция вынуждена была оставить Цхинвали ещё 26 января, закрепившись на въезде в город, где был размещён штаб и бронетехника. Часть сил также находилась в грузинских сёлах к северу от Цхинвала. Столкновения между противоборствующими сторонами вспыхнули в пригородах Цхинвали. Так 31 января произошло крупное столкновение между грузинскими военизированными формированиями с осетинами в нескольких километрах от города.
1 февраля Союз независимых энергетиков Грузии отключил энергоснабжение Южной Осетии. Следствием этого стали многочисленные жертвы среди мирного населения. В доме престарелых замерзло несколько десятков стариков, в родильном доме умирали младенцы.
17 марта в Цхинвали и контролировавшихся осетинской стороной населенных пунктах прошел Всесоюзный референдум о сохранении СССР. На территориях, подконтрольных официальному Тбилиси, референдум, в нарушение действующего законодательства, не проводился, хотя Грузия ещё была частью СССР. Более 70 процентов жителей Южной Осетии, принявших участие высказались за сохранение СССР. Это позволило руководству Южной Осетии после восстановления государственной независимости Грузии 9 апреля самостоятельно принять решение о пребывании автономии в составе СССР на основании Закона о порядке разрешения вопросов, связанных с выходом союзной республики из Союза ССР. Грузия вышла из состава СССР, а Южная Осетия осталась в составе СССР, что означало политико-правовое размежевание Южной Осетии и Грузии.
Грузинские силы контролировали стратегические высоты вокруг Цхинвала, ведя обстрелы города, а осетинские отряды, базировавшиеся в блокированном Цхинвале, испытывали острую нехватку оружия и боеприпасов и действовали мелкими диверсионными группами. В середине марта председатель Верховного Совета РСФСР Борис Ельцин совершил поездку на Кавказ, где 23 марта на границе Грузии и Северной Осетии встретился со своим грузинским коллегой Звиадом Гамсахурдия. В ходе встречи стороны подписали протокол об урегулировании ситуации в Южной Осетии, в ответ на что 26 марта в Цхинвали прошёл митинг под лозунгом «Позор Ельцину за сговор с грузинскими фашистами!». Предложенное в протоколе решение предусматривало введение на территорию Южной Осетии совместного контингента российских и грузинских добровольцев общей численностью около 400 человек, но данное соглашение вызвало широкие протесты различных политических сил России, в результате чего Верховный Совет РСФСР заблокировал проведение миротворческой операции. 4 мая Собрание народных депутатов всех уровней Южной Осетии приняло решение об отмене Юго-Осетинской Советской Республики и возвращении её к статусу автономной области. Спустя четыре месяца 1 сентября того же года сессия Совета народных депутатов Южной Осетии отменила решения собрания депутатов от 4 мая, подтвердив республиканский статус Южной Осетии. 21 декабря, в связи с распадом СССР, Верховный Совет Республики Южная Осетия принимает Декларацию о независимости.
На итоговый результат военных действий в значительной степени повлияла политическая нестабильность в самой Грузии, где в конце 1991 — начале 1992 годов началась гражданская война. 29 декабря в ходе гражданской войны в Тбилиси Т. Кулумбегов был освобождён Джабой Иоселиани из тбилисской тюрьмы и отправлен на вертолёте в Цхинвал, где тот вновь возглавил Верховный Совет Южной Осетии.

### 1992 год
19 января в Южной Осетии прошёл референдум, в результате которого 98 % проголосовавших высказались за независимость и желание присоединения к России. Грузинское население Южной Осетии не приняло участие в голосовании, однако своё участие на референдуме приняли московские и санкт-петербургские осетины, а также беженцы, находящиеся в Северной Осетии. Несмотря на это части Национальной гвардии Грузии с тяжёлой техникой продолжали безуспешно осаждать Цхинвали и другие населённые пункты мятежного региона. 25 апреля территорию Южной Осетии по приказу командования покинул полк оперативного назначения Внутренних войск МВД России, выполнявший миротворческие функции с начала апреля (ранее сходные функции в течение года выполнял специально сформированный Цхинвальский отдельный батальон ВВ МВД СССР, усиленный легкой бронетехникой), в результате чего Конфедерация горских народов Кавказа, поддержавшая осетин в их стремлении присоединиться к России, объявила вывод войск «очередным предательством интересов Юго-Осетии», в ответ на что глава Госкомнаца Грузии Александр Кавсадзе 28 апреля по тбилисскому ТВ возложил на конфедерацию всю ответственность за возможное обострение обстановки в Цхинвальском районе. 12 мая грузинский штаб по урегулированию положения в Цхинвальском регионе направил в Южную Осетию контингент милиционеров численностью 250 человек, но осетинские отряды самообороны предприняли попытку взять их в плен и атаковали грузинские сёла Тамарашени и Эредви. В ходе контрудара грузинских формирований под контроль последних перешло селение Приси близ Цхинвала. 29 мая Верховный Совет Республики Южная Осетия принял Акт о Государственной независимости Республики Южная Осетия. В июне вице-президент России Александр Руцкой (Борис Ельцин в это время находился с визитом в США) отдал приказ о нанесении авиационных ударов по грузинской группировке, обстреливавшей Цхинвал и позвонил Эдуарду Шеварднадзе, пригрозив бомбардировкой Тбилиси. Боевые действия прекратились.
24 июня Борис Ельцин и Эдуард Шеварднадзе при участии представителей Северной Осетии и Южной Осетии подписали Сочинское (Дагомысское) соглашение о прекращении огня. Боевые действия, сошедшие на уровень одиночных огневых контактов и рейдов, были прекращены после подписания этих соглашений. 14 июля в зону конфликта были введены миротворческие силы ССПМ в составе трёх батальонов (российского, грузинского и осетинского).

## Последствия
В 1989 году согласно переписи населения в Южной Осетии проживало 98 527 человека, из которых 66,61 % составляло осетинское население, а 29,44 % грузинское население. В самом Цхинвали 74 % населения составлял осетины, а 16 % — грузины. В ходе конфликта большая часть грузинского населения бежало во внутренние районы Грузии. Десятки тысяч осетин вынуждены были также покинуть свои дома и перебраться в Северную Осетию.
В ходе боевых действий потери убитыми и пропавшими без вести в целом составили 1,2 тыс. человек, ещё свыше 2,5 тыс. были ранены. Война также привела к появлению большого количества беженцев: более 100 000 этнических осетин бежали из Южной Осетии и собственно Грузии, в основном в Северную Осетию (часть России), и еще 23 000 этнических грузин бежали из Южной Осетии и поселились в других грузинских области. Поток беженцев в Северную Осетию обострил там напряженную этническую ситуацию и сыграл значительную роль в осетино-ингушском конфликте.
Дагомысские соглашения предусматривали прекращение огня и создание органа для урегулирования конфликта — Смешанной контрольной комиссии (СКК), в которую вошли грузинская и юго-осетинская (в грузинских источниках называемая «Цхинвальской») стороны, Россия и, в качестве отдельной стороны, Северная Осетия. Несмотря на заявления президента Саакашвили предоставить Южной Осетии широкую автономию, в рамках СКК такие предложения грузинскими представителями на рассмотрение не выносились. На протяжении работы СКК Грузия назначала всё более радикальных противников уступок Южной Осетии своими представителями в комиссии, сводя её работу на нет. В марте 2008 Грузия вовсе прекратила своё участие в СКК. Полностью работа комиссии была прекращена после войны 2008 года.

## Преступления в ходе войны
В ходе вооружённого противостояния имели случаи преступления в отношении мирного населения. По данным югоосетинской стороны 18 марта 1991 года близ села Ередви грузинские вооружённые формирования после пыток заживо похоронили 12 осетин. 26 марта грузинские вооружённые формирования сожгли заживо 6 осетинских стариков в селении Тлиакани. Широкий резонанс получил расстрел осетинских беженцев на Зарской дороге, произошедший 20 мая 1992 года: на дороге через село Зар колонна беженцев (преимущественно старики, женщины и дети) из Южной Осетии была остановлена грузинскими боевиками и расстреляна в упор из автоматов, в результате нападения погибло более 30 человек. Прокуратура Грузии на третий день следствия заявила, что  осетинская сторона мешает следствию (препятствуя доступу следователей к трупам и месту происшествия) и потому сами осетины «не заинтересованы в установлении истины», однако министр внутренних дел ЮО М.Миндзаева сказал, что правоохранительные органы Грузии первое время негласно сотрудничали с осетинской стороной и, по его словам, к 2006 году «во многом благодаря этому сотрудничеству некоторые из преступников были уничтожены». От 60 до 100 деревень были сожжены, разрушены грузинскими силами или иным образом заброшены. Несколько сел подверглись этническим чисткам со стороны грузинских сил. С другой стороны, грузины, проживающие на подконтрольной осетинам территории, были «легкой мишенью»: дома, занятые грузинами, выделялись, разграблялись и сжигались.

## Оценка ущерба
Учитывая условия, при которых велись расчёты, отсутствие полной информации о масштабах ущерба, а также резкие инфляционные процессы за прошедшие годы, сумма ущерба по ценам 2005 года составляет около 516,3 миллионов рублей.
в том числе:
1. Число убитых составляет более 1500 человек по Южной Осетии (то есть более 1,5 % от общего населения Южной Осетии) и столько же по Грузии.
2. Число раненых составляет 3,5 тыс. человек (то есть более 3,5 % от общего населения Южной Осетии).
3. Пропали без вести более 120 человек.
4. Более 20 тыс. осетин были вынуждены бежать из Южной Осетии в Российскую Федерацию, около 100 тыс. осетин бежали из Грузии.
5. Полностью или частично сожжено и разгромлено 118 из 365 осетинских сёл.
6. В г. Цхинвал сожжено 2000 домов.
7. В г. Цхинвал повреждено во время обстрела 1800 жилых домов.
8. В сёлах повреждено 39 зданий и сооружений в общественных хозяйствах.
9. Поголовье крупного рогатого скота на 1.01.90 г. сократилось с 27,1 тысяч голов  до 6 тысяч голов на конец 1992 г..
10. Свиней из 9,3 тысяч голов осталось только 300 голов.
11. Из 125 тысяч птиц почти все расхищены.
12. В кролиководческом совхозе расхищены все 10,5 тысяч.
13. Площадь орошаемых земель на 1.01.90 г. составляла 11554 га., а 1991—1992 гг. орошаемых земель — только 700 га.
14. Из АТП угнано 140 единиц транспортных средств.
15. По всей территории РЮО выведено из строя 137,5 тыс. м². жилплощади.
16. Разрушено:
  - 25 общеобразовательных школ;
  - 36 детских учреждений;
  - 23 медицинских учреждения;
  - 27 объектов торговли;
  - 32 объекта культуры, среди них здание Государственного драматического театра Южной Осетии;
  - 45 объектов сельского хозяйства;
  - 272 административных и общественных здания и сооружения;
  - 21 объект производственного назначения.
17. Выведено из строя 72 км дорог, 3 моста, 226 км линий электропередач[34][неавторитетный источник].